# 國差甔
國差甔，也稱國差，現收藏於國立故宮博物院，為春秋中期之齊國青銅器，是目前唯一「甔」之自名器。 器肩上以倒扇形鑄銘文10行52字，銘文首句「國差立事歲」所記之國差被認為是春秋中期齊國政治人物國佐，因此本器年代下限為國佐被晉靈公誘殺於宮中的前573年。

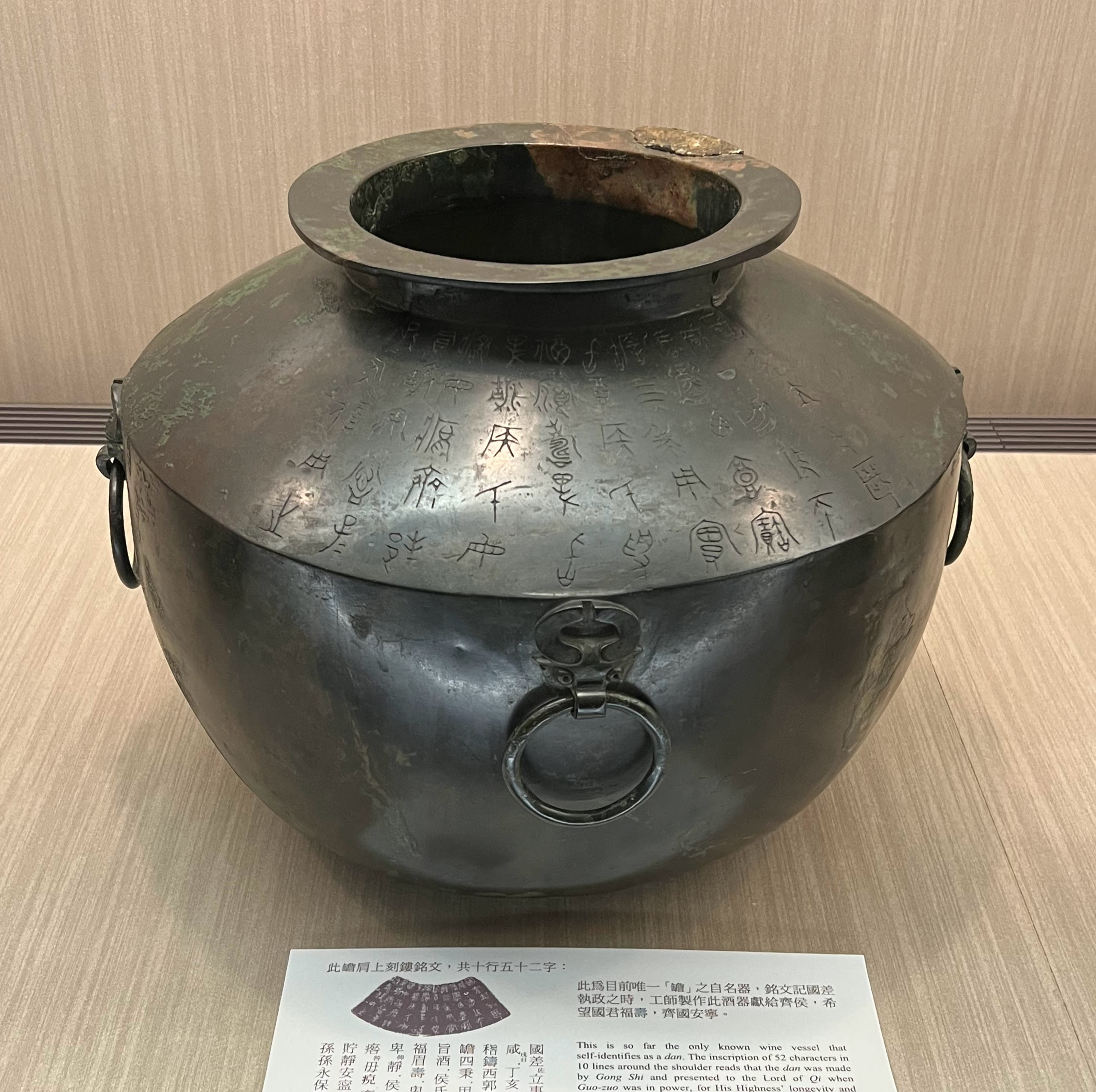
國差甔相片

## 器形
國差甔高34.6公分，寬47公分，口徑24.6公分，重14.885公斤。平口折沿，束頸，斜肩、深腹，平底。器肩線下方鑄有四個銜環舖首，肩上一面鑄有銘文，除此之外通體素面。本器器形之甔器為用以盛裝液體的酒器、水器，阮元《積古齋鐘鼎彝器款識》中有載：『《廣雅·釋器》云：「甔，瓶也，亦作擔。」，《後漢·明帝記》注引《埤蒼》云：「擔，大罃也，字或作儋。」』，而揚雄《方言》一書中也提到：「罃……齊之東北海岱之間謂之儋。」，由此可見甔器與罃器為較接近之瓶狀器種，甚至只是因地區不同而在稱呼上有所差異而已。本器銘文中「用實旨酒」，意為「用以盛裝美酒」，明確可見酒器之功能。

## 銘文
國差甔肩上銘文10行52字，銘文內容紀錄齊國國佐在執政之年的咸月丁亥日，命工師何鑄造帶有四個提把的甔器，用以盛裝美酒，並祈願齊侯受福長壽，齊國平靜祥和等等。其銘文如下：
「國差立事歲，咸，丁亥，工師何鑄西郭寶甔四秉，用實旨酒，侯氏受福眉壽，俾旨俾清，侯氏毋咎毋痥，齊邦謐靜安寧，子子孫孫永保用之。」 

## 價值
國差甔為目前唯一「甔」之自名器，形制較為特殊且罕見，尤其從銘文內容可見其器主為春秋中期齊國之政治人物國佐，此種基於「二重證據法」而能找到古書記載人物與文物對應的部分，可見國差甔之價值。 
在銘文上，國差甔更體現春秋以後銘文位置由器內轉至器表，更具裝飾意味的特質。國差甔的銘文以倒扇形鑄在器肩顯眼處，其結構字形雖繼承大篆之圓婉茂密，但也可看出更多的地域性與裝飾性；像銘文中的「歲」、「工（攻）師（帀）」等為齊系特殊寫法，而「立」、「寶」等字的橫、垂筆中的婉曲外撇表現，更可見到與弧面配合的裝飾意味。 
另外，國差甔銘文首句的「國差立事歲」常被解釋為「國差蒞事臨政之年」，往往被認為是齊系題銘中「以事紀年」紀法之案例。從春秋時期的國差甔等器銘文以降，到戰國時期的陶文等處，均可看見這種「某某立事歲」的格式，被認為是齊國獨特的，以齊國執政者執政之年作為紀年依據的「以事紀年」方法。不過，相較「以事紀年」說，近來研究也出現不同的意見。相較春秋時期題銘中國佐等較可考據的人物，戰國時期陶文等史料中列及的「立事者」多名不見經傳，很難考證其是否有執政之經歷。基於這些戰國時期的陶文史料，較新的說法是「立事歲」屬於齊國特有的工官題銘形式，相較以事紀年，可能更接近於器物督造者「物勒工名」的性質。這或許解釋了為何過往認為的齊國「以事紀年」格式如此單一，且由陳璋方壺的銘文，可以看到傳統「唯王五年」的紀年方式與「立事歲」同時出現，很可能前者才是真正的紀年方式，而立事歲則僅在齊國的工官系統內使用。不過無論如何，由國差甔可見齊系銅器銘文之獨特寫法與題銘格式，均為本器之價值。